# Тамгін Володимир Олександрович
Тамгін Володимир Олександрович (нар. 24 вересня 1974 — пом. 9 січня 2000) — сержант міліції, учасник другої чеченської війни. Герой Росії (2000).

## Життєпис
Народився 24 вересня 1974 в селі Слобода-Кухарська Київської області Української РСР. Закінчив середню школу, потім служив у Збройних Силах Російської Федерації. 
У 1994 році вступив на службу в міліцію, служив у лінійному відділі внутрішніх справ Хабаровського аеропорту, став молодшим інспектором по озброєнню. У 1999 році був направлений у відрядження до Чечні.
Загинув 9 січня 2000 під час боїв за залізничну станцію Аргун. 
Похований на Центральному кладовищі Хабаровська.
Указом Президента Російської Федерації від 26 липня 2000 сержант міліції Володимир Тамгін посмертно був удостоєний звання Героя Російської Федерації.